# Клинов, Иван Елизарович
Иван Елизарович Клинов (19.10.1924, д. Верхне-Николаевка, Бирский кантон Башкирская АССР — май 1996) — председатель исполкома Октябрьского городского совета народных депутатов Башкирской АССР.
Участник Великой Отечественной войны.

## Биография
Родился 19 октября 1924 года в деревне Верхне-Николаевка Кизганбашевской волости Бирского кантона Башкирской АССР.
Участник Великой Отечественной войны. Служил лейтенантом медицинской службы 622 стрелкового полка 123-й стрелковой дивизии. Приказом № 21/н от 31.08.1943 г. награждён орденом Красной Звезды.

### Образование
Бирский учительский институт (1949), Областная 3-годичная партийная школа при Башкирском обкоме КПСС (1956).

### Работа
- 1949—1953 — в Балтачевском райкоме КПСС;
- 1953—1956 — учёба в партийной школе;
- 1956—1961 — заведующий отделом агитации и пропаганды Туймазинского райкома КПСС;
- 1961—1963 — 2-й секретарь Туймазинского райкома КПСС;
- 1963—1965 — председатель исполкома Туймазинского городского совета депутатов трудящихся Башкирской АССР;
- 1965—1984 — председатель исполкома Октябрьского городского совета народных депутатов Башкирской АССР. При Клинове город достиг населения в 100 тысяч человек[2].

### Общественная деятельность
Депутат Верховного Совета БАССР 7-го и  10-го созывов.

### Награды
Орден Отечественной войны 1-й степени (1985), орден Красной Звезды (1943), орден Трудового Красного Знамени, три ордена «Знак Почёта».